# 纳尔西斯-阿希尔·德·萨尔万迪

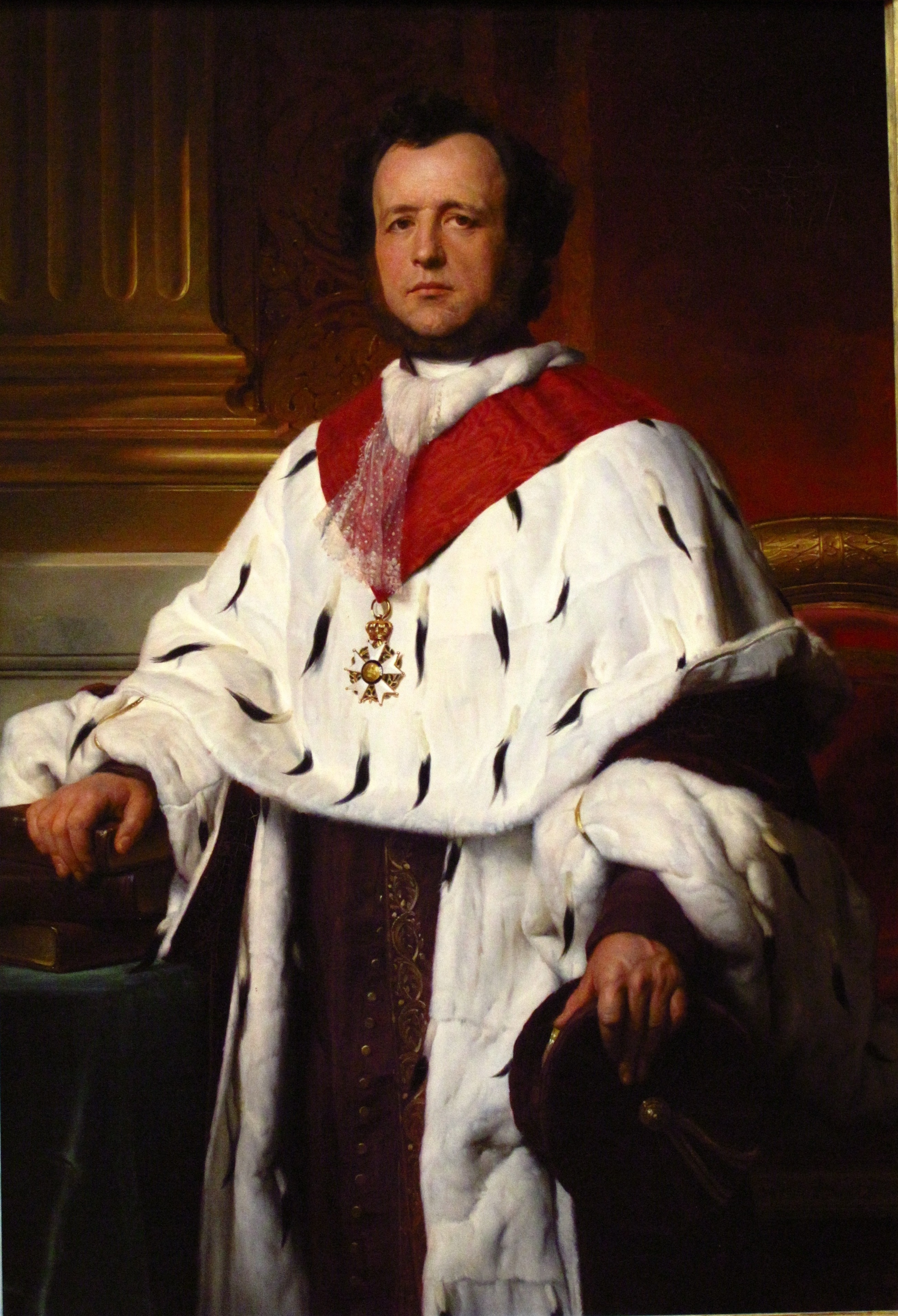
纳尔西斯-阿希尔·萨尔万迪伯爵像，卢浮宫藏

萨尔万迪伯爵，纳尔西斯·阿希尔（法語：Narcisse-Achille de Salvandy，1795年6月11日—1856年12月16日），法国政治家、作家，奥尔良党人，法兰西学术院院士。曾任七月王朝时期的教育大臣。1848年革命后流亡国外，后返回巴黎，1856年卒。